# Dyskografia Imagine Dragons
Dyskografia amerykańskiego zespołu Imagine Dragons, grającego muzykę z gatunku indie rock, składa się z sześciu albumów studyjnych, ośmiu minialbumów, trzydziestu singli oraz czterech albumów koncertowych. Debiutancki album Night Visions został wydany 4 września 2012 r. (w USA).

## Albumy

### Albumy studyjne
| Rok  | Album                                                                                               | Najwyższa pozycja | Najwyższa pozycja | Najwyższa pozycja | Najwyższa pozycja | Najwyższa pozycja | Najwyższa pozycja | Najwyższa pozycja | Najwyższa pozycja | Najwyższa pozycja | Najwyższa pozycja | Ceryfikat |
| Rok  | Album                                                                                               | USA               | AUS               | CAN               | GER               | IRL               | NZ                | POL               | SWE               | SWI               | UK                | Ceryfikat |
| ---- | --------------------------------------------------------------------------------------------------- | ----------------- | ----------------- | ----------------- | ----------------- | ----------------- | ----------------- | ----------------- | ----------------- | ----------------- | ----------------- | --- |
| 2012 | Night Visions - Wydany: 4 września 2012 - Format: CD, digital download, LP - Wytwórnia: Interscope  | 2                 | 4                 | 3                 | 6                 | 3                 | 5                 | 44                | 7                 | 9                 | 2                 | - US: 2x platynowa płyta - AUS: platynowa płyta - CAN: 3× platynowa płyta - GER: platynowa płyta - NZ: platynowa płyta - SWE: 2× platynowa płyta - SWI: platynowa płyta - UK: platynowa płyta - POL: platynowa płyta |
| 2015 | Smoke + Mirrors - Wydany: 17 lutego 2015 - Format: CD, digital download, LP - Wytwórnia: Interscope | 1                 | 4                 | 1                 | 3                 | 6                 | 4                 | 10                | 21                | 3                 | 1                 | - US: platynowa płyta - CAN: platynowa płyta - UK: złota płyta - POL: platynowa płyta |
| 2017 | Evolve - Wydany: 23 czerwca 2017 - Format: CD, digital download, LP - Wytwórnia: Interscope         | 2                 | 4                 | 1                 | 3                 | 3                 | 3                 | 4                 | 2                 | 1                 | 3                 | - US: 2x platynowa płyta - GER: złota płyta - NZ: złota płyta - SWI: platynowa płyta - POL: diamentowa płyta - UK: złota płyta                                                                                       |
| 2018 | Origins - Wydany: 9 listopada 2018 - Format: CD, digital download, LP                               | 2                 | 4                 | 1                 | 6                 | 11                | 3                 | 7                 | 2                 | 2                 | 9                 | - POL: 4x platynowa płyta |
| 2021 | Mercury – Act 1                                                                                     |                   |                   |                   |                   |                   |                   |                   |                   |                   |                   | - POL: złota płyta |
| 2024 | Loom                                                                                                |                   |                   |                   |                   |                   |                   |                   |                   |                   |                   | - POL: złota płyta |

### Albumy koncertowe
| Rok  | Tytuł |
| ---- | --- |
| 2013 | Live at Independent Records - Wydany: 20 kwietnia 2013 - Format: CD - Wytwórnia: Interscope                   |
| 2013 | Imagine Dragons Live: London Sessions - Wydany: 6 lipca 2013 - Format: Streamed audio - Wytwórnia: Interscope |
| 2014 | Night Visions Live - Wydany: 4 marca 2014 - Format: CD, DVD box set, digital download - Wytwórnia: Interscope |
| 2016 | Smoke + Mirrors Live - Wydany: 3 czerwca 2016 - Format: CD, DVD box set - Wytwórnia: Interscope               |

### Minialbumy
| 2009                                   | Imagine Dragons - Wydany: 1 września 2009 (USA) - Format: CD, digital download - Wytwórnia: —                | –  | –   |
| 2010                                   | Hell and Silence - Wydany: 1 czerwca 2010 (USA) - Format: CD, digital download - Wytwórnia: —                | –  | –   |
| 2011                                   | It's Time - Wydany: 12 marca 2011 (USA) - Format: CD, digital download - Wytwórnia: —                        | –  | –   |
| 2012                                   | Continued Silence - Wydany: 14 lutego 2012 (USA) - Format: CD, digital download - Wytwórnia: Interscope      | 20 | 40  |
| 2012                                   | Hear Me - Wydany: 25 listopada 2012 (UK) - Format: CD, digital download - Wytwórnia: Interscope              | –  | –   |
| 2013                                   | The Archive - Wydany: 12 lutego 2013 (USA) - Format: digital download - Wytwórnia: Interscope                | –  | 134 |
| 2013                                   | iTunes Session - Wydany: 28 maja 2013 (USA) - Format: digital download - Wytwórnia: Interscope               | –  | 56  |
| 2015                                   | Shots - Wydany: 4 maja 2015 (USA) - Format: digital download - Wytwórnia: Interscope                         | –  | –   |
| 2017                                   | Live at AllSaints Studios - Wydany: 4 sierpnia 2017 (USA) - Format: digital download - Wytwórnia: Interscope | –  | –   |
| "–" Album nie zajął miejsc na listach. | |    |     |

## Single
| Rok                         | Singel                                                                                  | Najwyższa pozycja | Najwyższa pozycja | Najwyższa pozycja | Najwyższa pozycja | Najwyższa pozycja | Najwyższa pozycja | Najwyższa pozycja | Najwyższa pozycja | Najwyższa pozycja | Najwyższa pozycja | Certyfikat | Album                                    |
| Rok                         | Singel                                                                                  | USA               | AUS               | CAN               | GER               | IRL               | NZ                | POL               | SWE               | SWI               | UK                | Certyfikat | Album                                    |
| --------------------------- | --------------------------------------------------------------------------------------- | ----------------- | ----------------- | ----------------- | ----------------- | ----------------- | ----------------- | ----------------- | ----------------- | ----------------- | ----------------- | --- | ---------------------------------------- |
| 2012                        | „It's Time”                                                                             | 15                | 27                | 30                | 20                | 9                 | 37                | –                 | 26                | 28                | 23                | - USA: platynowa płyta - AUS: platynowa płyta - CAN: 2× platynowa płyta - SWE: platynowa płyta - SWI: złota płyta - UK: srebrna płyta                                                                 | Night Visions                            |
| 2012                        | „Radioactive”                                                                           | 3                 | 6                 | 5                 | 4                 | 16                | 4                 | –                 | 1                 | 5                 | 12                | - USA: diamentowa płyta - AUS: 2× platynowa płyta - CAN: 7× platynowa płyta - GER: platynowa płyta - NZ: 3× platynowa płyta - SWE: 6× platynowa płyta - SWI: platynowa płyta - UK: platynowa płyta    | Night Visions                            |
| 2012                        | „Hear Me”                                                                               | –                 | –                 | –                 | –                 | –                 | –                 | –                 | –                 | –                 | 37                | | Night Visions                            |
| 2013                        | „Demons”                                                                                | 6                 | 11                | 4                 | 15                | 11                | 12                | 5                 | 7                 | 8                 | 13                | - USA: 5x platynowa płyta - AUS: 2× platynowa płyta - CAN: 5× platynowa płyta - NZ: platynowa płyta - SWE: 4× platynowa płyta - SWI: złota płyta - UK: srebrna płyta                                  | Night Visions                            |
| 2013                        | „On Top of the World”                                                                   | 79                | 10                | 43                | 13                | 24                | 10                | 7                 | 40                | 14                | 34                | - USA: 2x platynowa płyta - AUS: 3× platynowa płyta - CAN: platynowa płyta - SWE: 2× platynowa płyta - SWI: złota płyta - UK: srebrna płyta                                                           | Night Visions                            |
| 2013                        | „Monster”                                                                               | 78                | –                 | 41                | –                 | –                 | –                 | –                 | –                 | –                 | –                 | | Infinity Blade III                       |
| 2014                        | „Battle Cry”                                                                            | –                 | –                 | 44                | –                 | –                 | –                 | –                 | –                 | –                 | 111               | | Transformers: Age of Extinction OST      |
| 2014                        | „Warriors”                                                                              | 102               | –                 | 60                | 58                | 80                | 7                 | –                 | 7                 | –                 | 54                | - USA: platynowa płyta | Smoke + Mirrors                          |
| 2014                        | „I Bet My Life”                                                                         | 53                | 36                | 15                | 65                | 92                | 28                | –                 | –                 | –                 | –                 | - USA: platynowa płyta - CAN: platynowa płyta | Smoke + Mirrors                          |
| 2014                        | „Gold”                                                                                  | –                 | 12                | –                 | –                 | –                 | –                 | –                 | –                 | –                 | –                 | | Smoke + Mirrors                          |
| 2015                        | „Shots”                                                                                 | 75                | 66                | 72                | 60                | –                 | –                 | –                 | –                 | –                 | 91                | | Smoke + Mirrors                          |
| 2015                        | „Roots”                                                                                 | 77                | –                 | –                 | –                 | –                 | –                 | –                 | –                 | –                 | 127               | | Smoke + Mirrors Evolve (edycja japońska) |
| 2015                        | „I Was Me”                                                                              | –                 | –                 | –                 | –                 | –                 | –                 | –                 | –                 | –                 | –                 | | —                                        |
| 2016                        | „Sucker for Pain” (z Lil Wayne, Wiz Khalifa, Ty Dolla Sign i Logic gośc. X Ambassadors) | 15                | 7                 | 19                | 8                 | 20                | 5                 | 5                 | 9                 | 16                | 11                | - USA: 3x platynowa płyta - AUS: platynowa płyta - GER: złota płyta - NZ: złota płyta - UK: złota płyta - POL: 2x platynowa płyta                                                                     | Suicide Squad: The Album                 |
| 2016                        | „Levitate”                                                                              | –                 | –                 | –                 | –                 | –                 | –                 | –                 | –                 | –                 | –                 | | Passengers Evolve (edycja deluxe)        |
| 2017                        | „Believer”                                                                              | 4                 | 33                | 7                 | 23                | 33                | 26                | 5                 | 22                | 6                 | 42                | - USA: 5x platynowa płyta - AUS: 3x platynowa płyta - CAN: 7× platynowa płyta - GER: platynowa płyta - NZ: platynowa płyta - SWE: 2× platynowa płyta - UK: platynowa płyta - POL: 2× diamentowa płyta | Evolve                                   |
| 2017                        | „Thunder”                                                                               | 4                 | 2                 | 5                 | 2                 | 18                | 3                 | 2                 | 10                | 2                 | 20                | - USA: 5x platynowa płyta - AUS: 5x platynowa płyta - CAN: 6× platynowa płyta - GER: 3x złota płyta - NZ: 2x platynowa płyta - SWE: 5× platynowa płyta - UK: platynowa płyta - POL: diamentowa płyta  | Evolve                                   |
| 2017                        | „Whatever It Takes”                                                                     | 12                | 34                | 45                | 7                 | 86                | –                 | 3                 | 85                | 6                 | 93                | - USA: 2x platynowa płyta - AUS: platynowa płyta - CAN: 2x platynowa płyta - GER: złota płyta - POL: 4x platynowa płyta                                                                               | Evolve                                   |
| 2018                        | „Next to Me”                                                                            | –                 | 96                | 68                | –                 | –                 | –                 | –                 | 72                | 51                | 98                | - POL: złota płyta | Evolve                                   |
| 2018                        | „Born to Be Yours” (z Kygo)                                                             | 74                | 18                | 31                | 22                | 19                | 22                | 12                | 4                 | 5                 | 54                | - AUS: 2x platynowa płyta - CAN: platynowa płyta - NZ: złota płyta - SWI: platynowa płyta - POL: 2× platynowa płyta                                                                                   | Origins                                  |
| 2018                        | „Natural”                                                                               | 13                | 28                | 12                | 16                | 35                | 37                | 4                 | 39                | 3                 | 49                | - CAN: złota płyta - POL: 4x platynowa płyta | Origins                                  |
| 2018                        | „Zero”                                                                                  | –                 | –                 | –                 | –                 | –                 | –                 | –                 | –                 | 76                | –                 | | Ralph Breaks the Internet Origins        |
| 2018                        | „Machine”                                                                               | –                 | –                 | –                 | –                 | –                 | –                 | –                 | –                 | –                 | –                 | | Origins                                  |
| 2018                        | „Bad Liar”                                                                              | 79                | 23                | 50                | 32                | 36                | 20                | 2                 | 17                | 8                 | 44                | - POL: 4x platynowa płyta | Origins                                  |
| 2019                        | „Birds”                                                                                 |                   |                   |                   |                   |                   |                   |                   |                   |                   |                   | - POL: platynowa płyta | Origins                                  |
| 2021                        | „Follow You”                                                                            |                   |                   |                   |                   |                   |                   |                   |                   |                   |                   | - POL: 2x platynowa płyta | Mercury – Act 1                          |
| 2021                        | „Wrecked”                                                                               |                   |                   |                   |                   |                   |                   |                   |                   |                   |                   | - POL: 2x platynowa płyta | Mercury – Act 1                          |
| 2021                        | „Enemy” oraz JID                                                                        |                   |                   |                   |                   |                   |                   |                   |                   |                   |                   | - POL: diamentowa płyta | Mercury – Act 1 Arcane (soundtrack)      |
| 2022                        | „Bones”                                                                                 |                   |                   |                   |                   |                   |                   |                   |                   |                   |                   | - POL: 4x platynowa płyta | Mercury – Acts 1 & 2                     |
| 2022                        | „Sharks”                                                                                |                   |                   |                   |                   |                   |                   |                   |                   |                   |                   | - POL: platynowa płyta | Mercury – Acts 1 & 2                     |
| 2024                        | „Eyes Closed”                                                                           |                   |                   |                   |                   |                   |                   |                   |                   |                   |                   | - POL: złota płyta | Loom                                     |
| „–” singel nie był notowany |                                                                                         |                   |                   |                   |                   |                   |                   |                   |                   |                   |                   | |                                          |